# Nicola Buracchio
Nicola Buracchio (Fossacesia, 17 febbraio 1929 – 1982) è stato un politico italiano.

## Biografia
Di professione avvocato, militò politicamente nelle file della Democrazia Cristiana e fu consigliere comunale a Chieti. Dal 1960 al 1967 fu sindaco di Chieti; durante il suo mandato fece avviare i lavori per l'area industriale di Chieti Scalo e per lo sviluppo congiunto con Pescara dell'Università Gabriele D'Annunzio. Inizialmente in corsa per le elezioni politiche del 1968, si ritirò per contrasti interni con Remo Gaspari, con il quale era in rivalità. Dal 1970 al 1975 fu consigliere comunale a Pescara. Sposato con Giuliana Taralli, ebbe quattro figli: Michele, Massimo, Lorenzo e Francesca. Deceduto nel 1982, gli è stata dedicata una piazza nel quartiere Madonna del Freddo nel 2018.